# Жигаево
Жига́ево — село в Конышёвском районе Курской области. Входит в состав Ваблинского сельсовета.
Население — 258 человек (2010 год).

## География
Расположено на северо-востоке района, в 25 км к северо-востоку от Конышёвки, недалеко от границ с Железногорским и Фатежским районами. Через село протекает река Жигаевка, приток Свапы. Высота населённого пункта над уровнем моря — 211 м.
Внутреннее деление
Исторически село Жигаево состояло из нескольких частей, которые в разное время в различных источниках то выделялись в отдельные селения, то включались в состав Жигаева. Чаще всего выделяют Верхнее Жигаево, Среднее Жигаево и Нижнее Жигаево. В Верхнем Жигаеве, в свою очередь, выделяли Погибелку, Тепловку и Трубецкую. В Нижнем Жигаеве выделяли Хутор, Лысовку и Соповку.
Климат
Жигаево, как и весь район, расположено в поясе умеренно континентального климата с тёплым летом и относительно тёплой зимой (Dfb в классификации Кёппена).
| Показатель                                                                       | Янв. | Фев. | Март | Апр. | Май  | Июнь | Июль | Авг. | Сен. | Окт. | Нояб. | Дек. | Год  |
| -------------------------------------------------------------------------------- | ---- | ---- | ---- | ---- | ---- | ---- | ---- | ---- | ---- | ---- | ----- | ---- | ---- |
| Средний суточный максимум, °C                                                    | −4,2 | −3,3 | 2,5  | 12,6 | 19   | 22,2 | 24,9 | 24,1 | 17,8 | 10,2 | 3,2   | −1,3 | 10,6 |
| Средняя температура, °C                                                          | −6,2 | −5,7 | −1   | 7,9  | 14,4 | 18   | 20,6 | 19,6 | 13,7 | 7    | 1     | −3,2 | 7,2  |
| Средний суточный минимум, °C                                                     | −8,6 | −8,7 | −4,9 | 2,6  | 8,9  | 12,8 | 15,7 | 14,6 | 9,6  | 3,8  | −1,2  | −5,3 | 3,3  |
| Норма осадков, мм                                                                | 51   | 45   | 47   | 51   | 62   | 72   | 78   | 56   | 59   | 58   | 48    | 50   | 677  |
| Источник: Погода по месяцам c ru.climate-data.org(дата обращения: Сентябрь 2021) |      |      |      |      |      |      |      |      |      |      |       |      |      |

Часовой пояс
Село Жигаево, как и вся Курская область, находится в часовой зоне МСК (московское время). Смещение применяемого времени относительно UTC составляет +3:00.

## История

### XVII—XVIII века

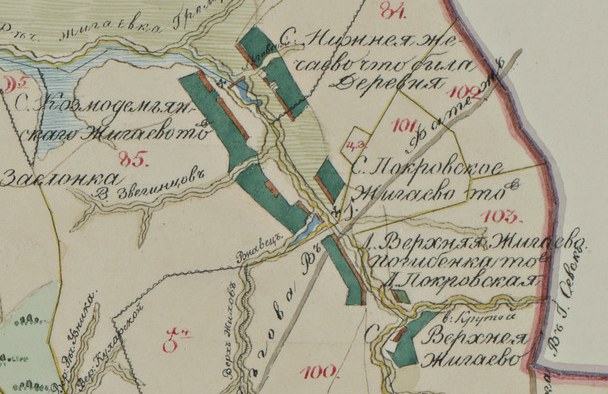
Жигаево на карте 1785 года

Наиболее раннее упоминание Жигаева датируется 1693 годом и связано со строительством здесь Космодемьянской церкви, землю для которой выделили местные помещики Яков и Григорий Твеленёвы.
В отказной книге за 1697 год содержится запись: 15 мая 7205 года (1697 года) в пустоши Жигаевой Усожского стана Курского уезда получили поместья служилые люди Андрей и Ермол Стефеевичи Новосильцевы, а также Иван Романович Яковлев.
В XVII—XVIII веках Жигаево было разделено между двумя уездами: левобережье реки Жигаевки (село Космодемьянское) относилось к Свапскому стану Рыльского уезда, правоборежье (деревня Жигаевка и село Покровское-на-Жигаеве) относилось к Усожскому стану Курского уезда.
По данным 1-й ревизии 1719 года в Жигаево проживало 412 душ мужского пола, а общее население села, вместе с женщинами, составляло около 800 человек. Здесь жили однодворцы Басовы, Беседины, Бородины, Брежневы, Котовы, Китаевы, Кичигины, Локтионовы, Логачёвы, Лукьянчиковы, Малыхины, Мясоедовы, Новиковы, Новосильцевы, Пахомовы, Рышковы, Фурсовы, Цукановы, Черкасовы, Яковлевы, а также крепостные крестьяне Я. Ф. Долгорукова, Алексея Петровича Шереметьева и некоторых других помещиков. Деревня Жигаевка была почти полностью населена однодворцами: здесь проживало 122 однодворца мужского пола и 13 крестьян мужского пола (крепостные Кондратия Алфёровича Рышкова). В селе Покровское-на-Жигаеве однодворцы составляли чуть менее половины населения — 123 души мужского пола. Остальное население села составляли крепостные крестьяне (148 душ мужского пола) и служители Покровской церкви с семьями (6 душ мужского пола).
Между 1-й ревизией 1719 года и 2-й ревизией 1745 года Шереметевы перевели своих крестьян из Жигаева в новопоселенные деревни Роговинку и Журавинку.
Во 2-й половине XVIII века частью села владел князь Д. Ю. Трубецкой, после смерти которого в 1792 году владения в Жигаеве перешли к его сыну И. Д. Трубецкому. За принадлежавшей им частью села закрепилось название Трубецкая.

### XIX — начало XX века

Жигаево на карте 1869 года

В XIX веке в составе Жигаева выделялись следующие части: Кошелевка, Нижнее Жигаево, Жигаево на Кипячем колодезе, деревня Красота, Бутеж, Космодемьянское, Соболевка, Верховье на Белом колодезе, Покровское на Жигаеве, Погибелка, Ржавец, Вышнее Жигаево, Трубецкая.
Бо́льшую часть населения села составляли лично свободные однодворцы, которые в середине XIX века входили в подчинение Фокинской казённой волости Дмитриевского уезда. По данным 10-й ревизии 1858 года в Жигаеве жили однодворцы Пахомовы (24 двора), Тепловы (13 дворов), Роговские (10 дворов), Власовы (8 дворов), Подковальниковы (7 дворов), Лукьянчиковы, Рыжковы (по 6 дворов), Костины (5 дворов), Антиповы, Малыхины, Логачевы, Твеленёвы, Худяковы, Черкасовы, Чернышевы (по 3 двора), Зубовы, Малежиковы, Щукины (по 2 двора), Беседины, Брежневы, Грамошевы, Новосильцевы, Пономарёвы, Поповы, Солнцевы, Тверитниковы, Фурсовы, Чуйковы, Шляпцовы (по 1 двору) — всего 117 дворов однодворцев.
Также здесь жили крепостные крестьяне и дворовые люди, принадлежавшие помещикам. По данным 10-й ревизии 1858 года крепостными Жигаева владели: коллежский регистратор Азарий Сергеевич Беседин (28 душ обоего пола), губернский секретарь Самуил Сергеевич Беседин (2 души), губернская секретарша Юлия Ивановна Беседина (8 душ), поручик Николай Фёдорович Беседин (18 душ), Ольга Гриневич (5 д.м.п.), Анна Иваненкова (23 д.м.п.), Варвара Иванина (36 д.м.п.), Мария Фёдоровна Кругликова (317 душ), Александра Лазаревич (18 д.м.п.), Мария Локтионова (12 д.м.п.).
В 1862 году в Жигаеве было 179 дворов, проживало 1812 человек (852 мужского пола и 960 женского), действовали 2 церкви (Покровская и Козмодемьянская) и училище. В 1877 году в Вышнем Жигаеве было 94 двора, в Жигаеве (Козмодемьянском) — 29 дворов, в Нижнем Жигаеве — 91 двор, проводились 3 ярмарки. В 1901 году в селе проживало 2670 человек (1315 мужского пола и 1355 женского).
В начале XX века в Жигаеве были распространёны промыслы по выделке овчины, изготовлению телег и саней.

### После 1917 года
В начале 1930-х годов в селе было создано 3 колхоза: имени Куйбышева (Верхнее Жигаево), «Красный Колос» (Среднее Жигаево) и имени Кирова (Нижнее Жигаево). В 1937 году в Жигаево было 459 дворов. В это время в селе проживало более 2,5 тысяч человек.
Во время Великой Отечественной войны, с октября 1941 года по февраль 1943 года, село находилось в зоне немецко-фашистской оккупации. Около 250 жигаевцев не вернулось с войны.
В 1954 году колхозы «Красный Колос» (Среднее Жигаево) и имени Кирова (Нижнее Жигаево) были объединены в колхоз имени Кирова с центром в Среднем Жигаеве.
По состоянию на 1955 год в селе действовали 2 колхоза: имени Кирова (Среднее Жигаево) и имени Куйбышева (Верхнее Жигаево). В 1958 году эти колхозы были объединены в один — «Заветы Ильича». Его председателями в разное время были: Владимир Семёнович Федорович, Виктор Данилович Рыжков, Александр Иванович Безяев, Александр Фёдорович Бессонов, Иван Емельянович Величкин. В 1992 году колхоз «Заветы Ильича» был реорганизован в АОЗТ «Колос».
В 2015 году село было газифицировано.

## Храмы Жигаева

### Космодемьянская церковь
Православный храм, освящённый в честь Космы и Дамиана, был построен в Жигаеве в 1693 году по челобитию местного землевладельца Якова Твеленёва. Земля для строительства храма была выделена Яковом и Григорием Твеленёвыми. Церковь располагалась в северо-западной части села (Нижнем Жигаеве) на левом берегу реки Жигаевки. Впоследствии эта часть села называлась Космодемьянское. В 1811 году Космодемьянская церковь была упразднена, а её прихожане причислены к Покровской церкви. Потомки основателей церкви — однодворцы Твеленёвы продолжали жить в части Жигаева, называемой Космодемьянским, и по 10-й ревизии 1858 года.

### Покровская церковь
Православный храм, освящённый в честь Покрова Пресвятой Богородицы, упоминается в Жигаеве с 1-й ревизии 1719 года. Храм располагался в центральной части села на правом берегу реки Жигаевки. Эта часть Жигаева называлась Покровское. Храм неоднократно перестраивался.
В 1859 году на средства прихожан было построено новое деревянное здание Покровской церкви, просуществовавшее до советского времени. В 1920 году было составлено её подробное описание. Храм был однопрестольным, с колокольней, построен на фундаменте из «дикого камня», оштукатурен по войлоку и окрашен клеевой краской с альфрейной росписью. Вверху средней части церкви было изображение Спасителя, на восьмерике — изображения Рождества Христова и Пресвятой Богородицы, Введения во храм Пресвятой Богородицы, Николая Чудотворца, святых Кирилла и Мефодия, святого князя Владимира, святых бессребренников Космы и Дамиана, 4-х евангелистов, Покрова Пресвятой Богородицы, а вверху — Бога Саваофа.
Крыша купола и колокольни храма были покрыты алюминием, фронтон и остальные части — медянкой. На фронтонах изображены: с западной стороны — Покров Пресвятой Богородицы, с северной — святые бессребренники Косма и Дамиан, с южной — Киево-Печерская икона Божией Матери. На колокольне и церкви 2 железных позолоченных креста. Колоколов — 4: 1-й весил 84 пуда 5 фунтов, 2-й — 29 пудов 11 фунтов, 3-й — 2 пуда 20 фунтов, 4-й — 20 фунтов. Снаружи церковь обита тесом и окрашена белой масляной краской. Высота церкви от фундамента (с крестом) — 39 аршин, длина с алтарём и колокольней — 44 аршина, ширина с приделами — 23 аршина, в трапезной — 11,5 аршин.
В начале XX века причт церкви состоял из священника, диакона и псаломщика.
Церковь была закрыта в 1936 году, а её здание было разрушено в 1941 году.
В 2004 году был воссоздан приход Покровского храма. Новое здание церкви построено в 2006—2013 годах.
В Государственном архиве Курской области хранятся метрические книги Покровской церкви за 1861, 1869, 1873, 1876, 1880, 1882, 1885, 1890 и 1895 годы.
Священники Покровского храма
- Кузьма Михайлович Булгаков (1807— после 1811) — переведён из села Киликино.
- Фёдор Курдюмов (до 1861—1894) — в 1886 году награждён орденом Святого Владимира 4-й степени за 50-летнюю «отлично-усердную службу»[22]. Умер 24 декабря 1894 года.
- Василий Иванович Космин (1895—1913) — зять предыдущего священника Фёдора Курдюмова. Переведён из села Беляево. В 1905 году за заслуги по духовному ведомству был награждён палицей[23]. Умер 21 сентября 1913 года.
- Василий Николаевич Попов (1913—?) — переведён из села Ольховка.
- Антоний Ильич Бакринев (после 1917 — 1922) — сын священника храма Николая Чудотворца слободы Михайловки Ильи Бакринева. Умер в 1922 году.

## Административная принадлежность
- 16ХХ—1779 годы — в составе Усожского стана Курского уезда
- 1779—1861 годы — в составе Дмитриевского уезда
- 1861—1918 годы — в составе Ваблинской волости Дмитриевского уезда
- 1918—1924 годы — административный центр Жигаевского сельсовета Ваблинской волости Дмитриевского уезда
- 1924—1928 годы — административный центр Жигаевского сельсовета Жигаевской волости Льговского уезда
- 1928—2010 годы — административный центр Жигаевского сельсовета Конышёвского района
- С 2010 года — в составе Ваблинского сельсовета Конышёвского района

## Население
| 1862 | 1892  | 1900  | 1905  | 1979 | 2002 | 2010 |
| ---- | ----- | ----- | ----- | ---- | ---- | ---- |
| 1812 | ↗2562 | ↗2670 | ↘2370 | ↘895 | ↘444 | ↘258 |

В 1877 году в Верхнем Жигаево проживал 721 человек, в Жигаево (Козмодемьянском) — 203, в Нижнем Жигаево — 668.

## Исторические фамилии
Фамилии однодворцев: Алёхины, Беседины, Брежневы, Власовы, Зубовы, Костины, Логачёвы, Лукьянчиковы, Малежиковы, Малыхины, Пахомовы, Подковальниковы, Роговские, Рыжковы, Твеленёвы, Тепловы, Худяковы, Черкасовы, Чуйковы, Щукины.
Фамилии крепостных: Амельченковы, Барышевы, Бизяевы, Быковы, Гладких, Гололобовы, Зайцевы, Зобовы, Кариковы, Ковалёвы, Колозины, Кошелевы, Лазаревы, Новиковы, Сазоновы, Чуваевы, Шилины и другие.

## Персоналии
- Пахомов, Николай Дмитриевич (р. 1955 г.) — писатель, руководитель Курского городского отделения Курского союза литераторов.

## Образование
С середины XIX века в селе действовало училище. Во второй половине XIX века в Жигаево была открыта церковно-приходская школа, а в 1897 году — земская. Для строительства здания земской школы местные жители на лошадях привозили строительный материал из Михайловского леса. Она состояла из 4 комнат, одна из которых была предназначена для проживания учителей. Школа была начальная, 4 класса. Здание зимой отапливали соломой. За каждого ученика надо было привезти воз соломы. После Октябрьской революции 1917 года здание церковно-приходской школы было передано под жилье учителям, где впоследствии находилась школьная мастерская для проведения уроков труда. Кроме здания земской школы в 20—30-х годах занятия шли в кирпичном здании купца Ивана Абрамовича. Начальная школа просуществовала до 1930 года, затем было введено обязательное семилетнее обучение. В 1930-е годы были дополнительно построены начальные Верхнежигаевская и Нижнежигаевская школы. После окончания этих начальных школ дети приходили в центральную семилетнюю школу. Примерно тогда же в центре села было построено еще новое деревянное здание школы в Людочкином саду. В 1957—1958 годах семилетняя школа была преобразована в восьмилетнюю. В октябре 1975 года в эксплуатацию было сдано новое двухэтажное типовое здание школы. В 1981 году восьмилетняя школа была преобразована в среднюю, а начальные Верхнежигаевская и Нижнежигаевская школы были закрыты.

## Памятник истории
В саду Жигаевской школы находится братская могила советских воинов, погибших в феврале 1943 года в боях с немецко-фашистскими захватчиками. Памятник установлен в 1952 году.